# Julius Popper

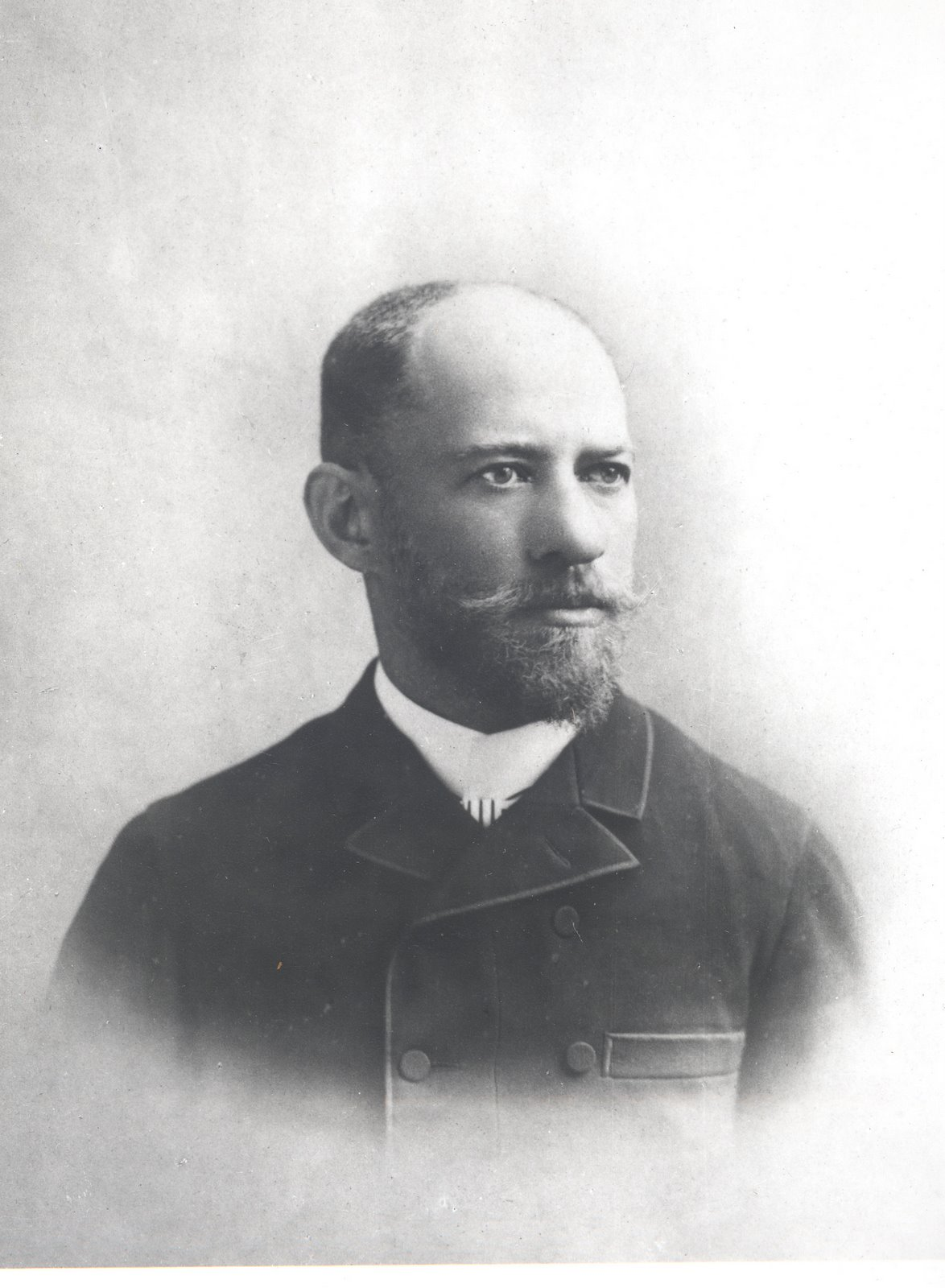
Julius Popper

Julius Popper (Boekarest, 15 december 1857 - Buenos Aires, 5 juni 1893) was een Roemeens ingenieur, avonturier, ontdekker, ondernemer en militair. Popper is vooral bekend en omstreden wegens zijn verovering van Vuurland en Zuid-Patagonië, waar hij verantwoordelijk was voor een genocide op de Selk'nam (of Ona).
Popper was afkomstig uit een familie van Joodse kooplieden. Hij studeerde in Parijs maar besloot in 1885 naar Argentinië te gaan om goud te zoeken. Hij leidde een strak georganiseerde militaire expeditie naar het schiereiland El Páramo, waar zijn Compania de Lavaderos de Oro del Sud inderdaad goud vond en enorme winsten maakte. Popper liet om zijn macht te laten gelden zijn eigen postzegels drukken en zijn eigen muntgeld slaan, dat na de beurskrach van 1890 ook in de rest van Argentinië geaccepteerd werd. Popper bracht een groot deel van het toen nog grotendeels onbekende uiterste zuiden van Zuid-Amerika in kaart en annexeerde het gebied voor Argentinië. Ook maakte hij plannen voor een expeditie naar Antarctica teneinde dat continent voor Argentinië op te eisen. Door zijn invloed in de Argentijnse media slaagde hij erin gouverneurs die hem niet goed gezind waren op een zijspoor te laten zetten.
Popper voerde een schrikbewind in het door hem gecontroleerd gebied; gouddieven werden zonder pardon geëxecuteerd. Zijn meest controversiële daden waren echter zijn expedities tegen de inheemse bevolking van het gebied. Popper loofde een pond beloning uit voor elke indiaan die gedood werd; de Selk'nam-indianen van Vuurland werden bijna volledig uitgeroeid. Er zijn foto's gemaakt waarin Popper persoonlijk deelneemt aan het uitmoorden van Selk'nam, doch het is niet zeker of die foto's authentiek zijn.
Op 35-jarige leeftijd kwam hij plots te overlijden in zijn hotelkamer in Buenos Aires. Zijn doodsoorzaak is niet helemaal zeker, maar waarschijnlijk is hij door een tegenstander vermoord. Zijn handelsrijk stortte na zijn dood ineen.
Poppers activiteiten in Patagonië vormen de basis van de film Tierra del Fuego van de Chileen Francisco Coloane.
- Biblioteca Nacional de España: XX1652245
- Bibliothèque nationale de France: cb12917630g (data)
- Gemeinsame Normdatei: 119174189
- International Standard Name Identifier: 0000 0000 6651 5999
- KulturNav: 7c4e55c0-eab1-4cf8-a753-315dae9278fd
- Library of Congress Control Number: n88200735
- Nationale Bibliotheek van Tsjechië: jo2012719864
- Nationale Bibliotheek van Israël: 987007266492005171
- Nederlandse Thesaurus van Auteursnamen: 129145025
- PIC: 387358
- SNAC: w69m750j
- Système universitaire de documentation: 091631343
- Virtual International Authority File: 32127505
- WorldCat: E39PBJvhvBb4FWHHt8md9QJRrq